# 国立館山海上技術学校
国立館山海上技術学校（こくりつたてやまかいじょうぎじゅつがっこう、National Tateyama Maritime Poly-technical School）は、千葉県館山市にある独立行政法人海技教育機構の学校。中学校卒業者を対象に生徒を募集し、船舶を運航できる船員を養成する学校である。
2025年（令和7年）6月現在、海上技術学校（中卒後3年間）は本校と口之津（長崎県）の2か所のみである。

## 所在地
- 〒294-0031　千葉県館山市大賀無番地
- 北緯34度58分50秒 東経139度49分49秒 / 北緯34.98056度 東経139.83028度座標: 北緯34度58分50秒 東経139度49分49秒 / 北緯34.98056度 東経139.83028度
- 千葉県房総半島南部に位置する。

## 学校名の変遷
- 国立館山海員学校 -1963年（昭和38年）～2001年（平成13年）までの38年間
- 国立館山海上技術学校 -2001年（平成13年）～現在に至る。

## 高等学校との違い
- 高等学校は文部科学省が所管する。
- 海上技術学校は国土交通省下の独立行政法人が所管するので、「高等学校」という名称を用いていない。しかし、海上技術学校を卒業すると、文部科学大臣より、高等学校卒業と同等の資格が与えられる[1]。よって大学受験も可能である。高等学校とさほど変わりはない。
- 大学入試センター試験の際に必要になる高校コードも「文部科学大臣の指定したもの」として、国際バカロレア資格取得者、アビトゥア資格取得者、バカロレア（フランス共和国）取得者等と同様に、「53000A」が割り振られている[2]。

## 沿革
- 1963年（昭和38年）1月 -運輸省所管国立館山海員学校が開校。本科航海科、機関科（修業年限1年）を設置。
- 1964年（昭和39年）2月 -本科を廃止。高等科（修業年限2年）を設置。
- 1993年（平成5年）4月 -乗船実習科（修業年限6ヶ月）を設置。
- 2001年（平成13年）
  - 1月 -中央省庁改革により、国土交通省所管となる。
  - 4月 -全国8校の海員学校が統合[3]され、独立行政法人海員学校として発足。これに伴い国立館山海上技術学校に改称。
- 2006年（平成18年）4月 -独立行政法人海員学校と独立行政法人海技大学校が統合され、独立行政法人海技教育機構が所管の学校となる。
- 2026年（令和8年）4月 -本年度より、運営上の理由で入学者の募集を停止する[4]。なお、国立海上技術短期大学校に転換されるかは未定である。

## 設置学科
- 本科（修業年数3年）
- 乗船実習科（本科卒業後の6か月: 4月1日から9月30日まで）- 北海道から沖縄までの太平洋沿岸、日本海沿岸の各地に寄港しながら航海実習を行う。

## 学期
- 3学期制

## 共学・別学
- 男女共学

## 寮
- 男子寮・女子寮が学校敷地内にあるが、通学生もいる。
- 学期ごとに部屋替えをしている。

## 奨学金
- 奨学金制度がある。

## 取得できる資格

### 卒業（3年間）と同時
- 高等学校卒業同等資格（上述の通り）
- 四級海技士（航海）・内燃機関四級海技士（機関）免状[5]の受験資格の一部。（両方の筆記試験が免除）
  - 四級海技士試験の受験には実際に船で働いた経験（「乗船履歴」）を経て、「筆記試験」と「口述試験」の両方に合格しなければならない。（上述の通り、筆記試験は免除となる。）
  - 3年で卒業するか、その後続けて6か月間の乗船実習科を修了するかで、「乗船履歴」の期間が異なる。つまり試験を実際に受けられるまでの速さが異なる。
    - 3年で卒業---卒業後、就職した企業の船で1年9か月乗船。
    - 卒業後すぐ乗船実習科を修了---6か月。（修了と同時）

### 在学中
- 以下の資格の取得が可能。
  - 一級小型船舶操縦士 -小型艇の操縦資格(2016年・平成28年に学校での取得終了)
  - 第二級海上特殊無線技士
  - 上級海技士の筆記試験合格
  - ガス溶接技能講習修了証
  - 危険物取扱者資格

## 進路
- 就職
- 本校乗船実習科
- 水産高校等専攻科 -学校毎に入学や三級海技士（航海もしくは機関）の受験資格が異なる（筆記試験の免除が無い等）
- 海技大学校（兵庫県芦屋市） -海上技術コース（航海）（機関）の入学資格（2020年・令和2年度4月入学生より募集停止[6]）
- 文部科学省所轄の大学、その他省庁大学校等

## カリキュラム
- 本科では以下の科目、実習を合わせて学ぶ。
  - 一般科目 -高等学校で学ぶ普通教科。
    - 国語、社会、数学、理科、英語、体育、情報

  - 専門科目（商船）-海上技術者として必要な専門科目。
    - 航海科目 -航海学、運用学[7]、海事法規、海洋気象
    - 機関科目 -船用機関、電気電子工学、計測制御、情報技術
    - その他 -船用機関、海運実務、海事英語
    - 海上実習 -航機実技、校内練習船実習、端艇実習、小型船舶実習、総合訓練

  - 練習船乗船実習（3か月）3年生の3学期に行う。
    - 東京港か横浜港で乗船し、九州や沖縄などの各地に寄港しながら実習を行う。
    - 使用する練習船（海技教育機構所有）[8]
      - 帆船 -
        - 「日本丸」（2,570t）
        - 「海王丸」（2,556t）

      - ディーゼル船 -
        - 「銀河丸」（6,100t）
        - 「青雲丸」（5,884t）
        - 「大成丸」（5,876t）

## 学校設備
- 校内練習船　「望洋丸」（ぼうようまる）
  - 総トン数 -44t
  - 全長　　 -22.86m
  - 型幅　　 -5.50m
  - 型深　　 -2.05m
  - 航海速力 -10.0ノット
  - 最大速力 -11.3ノット
  - 主機関 　–ディーゼル600ps*1,350rpm（ヤンマー製）

4翼CPP×1軸
なお最大舵角は各舷70度、CPPのピッチはダイヤルにて1度ずつの調整が可能であり高い操船性能を持つ。
また小型の練習船ながらAIS、GPS、音響測深器、国際VHF、ナブテックス受信器、ARPA付レーダー、ECDIS、その他無線装置等を装備し、大型船舶と遜色ない船橋設備を有している。
なおアンカーは左舷錨のみである。
係船設備は、船首にウインドラス1基（揚錨兼用）、船尾にキャプスタン1基であり係船索用リール（ホーサーリール）は持たない。
専用浮桟橋の横に係船されてるものの直接浮桟橋から係船索をとっているわけではなく、船首側は正面護岸より陸索3本、船尾側は海底のシンカーより2本とることにより係船されている。
離岸時は、浮桟橋から船首、センター、船尾に20㎜程度のロープを取りなおした上で他全ての係船索をレッコする。その後、センター、船尾をレッコしアヘッドをかけ船尾が浮桟橋から離れたところで船首レッコ、アスターンにより離岸する。自衛隊桟橋側に船尾を寄せ、その後、アヘッド及び舵ポートとし館山港を出港する。（ただし北寄りの風が強い場合は同時に全部レッコとなる。）
機関室設備
- 発電機×2
- 非常用発電機×1
- 主空気圧縮機×1
- 非常用空気圧縮機×1
- 主空気槽×2
- その他ポンプ各種

機関制御室は最大15人程度収容可能であり、モニターにより主機その他の情報が確認できる。
船内は、船室、船橋、制御室が冷暖房完備である。

その他所有設備
小型船舶×2 novaI、novaII
カッター×3
船外機付伝馬船×3
- 建物
  - 本館
  - 教室棟
  - 実習技業棟

## 制服
- 色は「濃紺」
- 男子 -学生服（学ラン）
- 女子 -ブレザー・ネクタイ
- 制帽がある。
- 通常時は、作業服もしくは校内着を着る。

※女子生徒はスカートの他にズボンも選択できる。

## 学校行事

### 1学期
- 4月 -始業式、入学式、新入生歓迎会（BBQとレクリーション）、防火操練
- 5月 -中間考査、実力考査
- 6月 -期末考査、四級海技士口述試験対策合宿（乗船実習科対象）、救命講習
- 7月 -伝馬回航[9]、水泳訓練（5日間、最終日に水泳大会）、実力考査、沖の島探検隊館山湾クルージング[10]救命講習、バーベキュー大会、終業式
- 8月 -夏休み、第1回体験入学、マリンセミナー[11]

### 2学期
- 9月 -始業式、1年サバイバル訓練、防災訓練、第2回体験入学、四級海技士口述試験対策合宿（乗船実習科対象）
- 10月 -バス遠足、中間考査、四級海技士口述試験対策合宿（乗船実習科対象）、第3回体験入学
- 11月 -四級海技士口述試験、海校祭
- 12月 -期末考査、3年生修了式、終業式

### 3学期
- 1月 - 3年生練習船乗船（3か月）、始業式、耐寒訓練、マラソン大会、実力考査、推薦入試[12]、生徒会執行部役員選挙
- 2月 -砂山遠足、地震火災訓練、一般入試[13]
- 3月 -学年末試験、3年生練習船下船、本科卒業式、修了式

## 部活動
コロナの影響を受けて、活動を休止していたが、現在はカッター部のみ活動を再開中。

## アクセス
- JR線
  - JR東日本内房線「館山駅」下車後、徒歩約50分
- 路線バス
  - 館山駅よりJRバス関東「洲の崎線」に乗車、「市営住宅海上技術学校前」バス停で下車。所要時間は約15分。
- 車
  - 県道257号 南安房公園線（房総フラワーライン）

## 周辺
- 海上自衛隊館山航空基地
- 館山自動車学校
- 御滝神社
- 神明神社
- 積蔵院
- 安楽寺
- 館山湾

## リンク
- 国立館山海上技術学校